# Poslavljanje
Za roman Poslavljanje (1989) se je Anton Ingolič odločil ob 80-letnici leta 1987, ko je doživel enega hujših življenjskih pretresov. Zaradi vse slabšega vida in diabetesa se je moral namreč posloviti od volana. Počutil se je oropanega najlepšega doživetja in začel se je spraševati, ali ni življenje nepretrgan niz poslavljanj. 

## Vsebina
Predmetni učitelj v pokoju in slikar Ambrož Kunej se je skozi celotno dogajanje poslavljal od življenja. V bolnici je izvedel, da ima levkemijo in da mu zdravniki ne morejo več pomagati ter da se mu čas izteka.
Svoj upokojenski vsakdanjik je zapolnjeval s spominjanjem. Spominjal se je srečanja s starim znancem, doma si je ogledoval svoje umetnine ter se zavedal, kako lepo je biti ponovno doma s sestro, medtem ko ga je obiskovala širša družina. Med sprehodi se je spominjal in  poslavljal od matere, ki ji je povzročal sitnosti in skrbi in strica Jirga, ki ga je naučil splavarjenja ter ga kot otroka jemal s seboj na pot. Na eni od teh poti se je v Maribora zagledal v  čudovito bosonogo deklico, svetlih las in modrih oči, ki mu je razkazovala Maribor. Spominjal se je domačih, predvsem pokojne tete in strica, ki sta opazila njegovo nadarjenost za risanje, ga vzpodbujala ter mu pomagala pri začetnem šolanju. Jirg mu je pripovedoval o rodbinski zgodovini pred njegovim rojstvom. Spominjal se šolanja in prve otroške simpatije.
Spomini se mu ponovno vrnejo k obdobju šolanja, pridobivanju poklica, avanturi s Slavo, ki ga je hitro zamenjala z nekom drugim, obdobju druge svetovne vojne. Med vojno je padel v zasedo in bil hudo ranjen. Rešili so ga sokrajani in sorodniki, rane pa mu je poleg zdravnika vsakodnevno oskrbovala Polda. Vanjo se je zaljubil, dobil otroka in se poročil. Ko je partija izvedela, da se je poročil cerkveno, ga je izključila. Po vojni se je zaposlil kot učitelj in se hkrati vpisal na študij umetnosti in zemljepisa. Po koncu vojne je izvedel za smrt strica in njegovih najbližjih.
V Filharmoniji je srečal Vesno, deklico iz otroških let. Ob ponovnem srečanju sta bila zelo srečna in veliko časa preživela skupaj. Postala sta par, se vsakodnevno dobivala, ljubila v sobi pod Gradom, hodila na izlete, na smučanje, Ambrož se je vedno redkeje vračal domov k ženi Poldi. Njegova mati je vedela za ljubico, Polda je sumila, da jo je Ambrož varal. Vesna in Ambrož sta se želela poročiti, a to je bilo nemogoče. Odločila sta se za prekinitev afere. Ambrož je po radiu izvedel, da je v snežnem plazu umrla Vesna. Proti koncu romana je Ambrož deloval kot šolnik. Predlagan je bil tudi za ravnatelja, a je to zavrnil, sodeloval je pri gradnji nove šole. Na 60-letnici je zaplesal z eno izmed učiteljic. Z njo je imel krajšo afero.
Dogajanje se je zaključilo z Ambroževo mislijo o njegovem zadnjem dnevu. Ambrož je v naslanjaču, ki so mu ga podarili njegovi otroci, razmišljal, da ne bi bilo najbolje, da bi v tem naslanjaču kar zaspal. Čutil je, da temu ne bo tako in da ga čaka še veliko dni, tednov, mesecev …